# Komlóspatak
Komlóspatak (1899-ig Komlósa, szlovákul: Chmeľová, ukránul: Hmelova) község Szlovákiában, az Eperjesi kerület Bártfai járásában.

## Fekvése
Bártfától 13 km-re északra, a Kamenica-patak partján fekszik.

## Története
1414-ben említik először.
A 18. század végén Vályi András így ír róla: „KOMLÓSA. Orosz falu Sáros Várm. földes Ura G. Aspermont Uraság, lakosai ó hitűek, fekszik Zboróhoz fél mértföldnyire, határja soványas, vagyonnyai selejtesek, erdeje van, Bártfán keresetre meglehetős módgyok vagyon.”
Fényes Elek 1851-ben kiadott geográfiai szótárában így ír a faluról: „Komlós, Sáros vmegyében, orosz falu, a makoviczi uradal., Zboró fil. 9 r. kath., 748 g. kath. 9 zsidó lak. Görög anyaszentegyház. Utolsó post. Bártfa.”
A trianoni diktátum előtt Sáros vármegye Bártfai járásához tartozott.

## Népessége
| Év:            | 1994. | 2004.   | 2014.   | 2024.   |
| -------------- | ----- | ------- | ------- | ------- |
| Emberek száma: | 386   | 399     | 390     | 364     |
| Eltérés:       |       | +3,36 % | -2,25 % | -6,66 % |

| Év:            | 2023. | 2024.   |
| -------------- | ----- | ------- |
| Emberek száma: | 357   | 364     |
| Eltérés:       |       | +1,96 % |

1910-ben 677, túlnyomórészt ruszin lakosa volt.
2001-ben 405 lakosából 166 szlovák, 166 ruszin és 70 ukrán volt.
2011-ben 398 lakosából 185 ruszin, 177 szlovák és 21 ukrán.

## Nevezetességei
- Nagyboldogasszony tiszteletére szentelt kéttornyú, katolikus temploma 1821-ben épült.